# فریک (ترانه دوجا کت)
«فریک» (به انگلیسی: Freak) ترانه‌ای از رپر و خوانندهٔ آمریکایی دوجا کت می‌باشد که از سوی کموساب رکوردز و آرسی‌ای رکوردز در ۸ اوت ۲۰۲۰ منتشر شد. این ترانه در ابتدا به‌صورت انحصاری در سال ۲۰۱۸ در ساوندکلاود بارگذاری شده‌بود، اما به‌دلیل درخواست زیاد طرفداران در فضای مجازی مجدداً بسته‌بندی و به‌صورت تجاری منتشر شد. این ترانه از ترانهٔ «سرت‌را روی شانه‌ام بگذار» اثر پل آنکا که در سال ۱۹۵۹ منتشر شده، نمونه‌برداری کرده‌است. «فریک» یک تک‌آهنگ تبلیغاتی مستقل است که در نوامبر سال ۲۰۲۰ به‌طور محدود در قالب وینیل از طریق اربن اوتفیترز منتشر شد.